# Johannes Prassek
Johannes Prassek (Hamburgo, 13 de agosto de 1911 - Hamburgo, 10 de noviembre de 1943) fue un sacerdote católico alemán y uno de los mártires de Lübeck, guillotinado en 1943 por oponerse al régimen nazi de Adolf Hitler. Prasek fue beatificado por el Papa Benedicto XVI en 2011.
Nació en 1911 en Barmbek, distrito de Hamburgo. Hijo de un artesano, creció en un entorno humilde. Completó sus estudios en la escuela Johanneum Winton, de Hamburgo. Estudió teología y filosofía en Fráncfort del Meno (Facultad de Filosofía y Teología Sankt Georgen), Münster y Osnabrück. En 1937 fue ordenado sacerdote. Como capellán, fue primero a Wittenberg, y luego, desde 1939, trabajó en la parroquia del Sagrado Corazón de Lübeck.
Era de carácter fuerte y valiente. Semanas antes de su detención se aprestó a ayudar a las personas que habían quedado sepultadas bajo un hospital derruido durante un ataque aéreo devastador sobre Lübeck. Nunca ocultó su oposición al régimen nazi, que explicitaba en sus sermones. También se dedicó al cuidado pastoral de los trabajadores forzados polacos, para lo cual aprendió su lengua. Finalmente, fue denunciado y, el 18 de mayo de 1942, arrestado por la Gestapo, junto con dos sacerdotes católicos de su misma parroquia - Eduard Müller y Hermann Lange - y al pastor protestante, Karl Friedrich Stellbrink, que se había convertido también en un abierto crítico del régimen nazi.
Prassek, conocido por sus críticas al nacionalsocialismo, fue condenado y, tras una petición de clemencia que se le negó a su obispo, él y sus tres correligionarios fueron ejecutados en la guillotina el 10 de noviembre de 1943, en la prisión de Holstenglacis en Hamburgo.
En el 60 aniversario de su ejecución el arzobispo de Hamburgo, Werner Thissen, anunció la apertura del proceso de beatificación de Johann Prassek, Eduard Müller y Hermann Lange.
El 1 de julio de 2010 la oficina de prensa del Vaticano anunció que el Papa Benedicto XVI había autorizado al prefecto de la Congregación de los Santos a completar el proceso de beatificación. La ceremonia de beatificación se celebró el 25 de junio de 2011, en Lübeck. Junto a él fueron beatificados los otros dos sacerdotes católicos y se puso un gran énfasis en el recuerdo del pastor protestante, destacando pues su carácter ecuménico.